# Hyperolius ademetzi
Hyperolius ademetzi är en groddjursart som beskrevs av Ahl 1931. Hyperolius ademetzi ingår i släktet Hyperolius och familjen gräsgrodor. IUCN kategoriserar arten globalt som nära hotad. Inga underarter finns listade i Catalogue of Life.